# 斯克拉法尼巴尼
斯克拉法尼巴尼（義大利語：Sclafani Bagni），是意大利西西里大区巴勒莫广域市的一个市镇。总面积133平方公里，人口456人，人口密度3.4人/平方公里（2009年）。ISTAT代码为082069。